# Santa Luzia do Norte
Santa Luzia do Norte é um município brasileiro do estado de Alagoas, pertencente à Região Metropolitana de Maceió. Sua população, conforme estimativas do IBGE de 2019, era de 7 296 habitantes.

## História
Santa Luzia do Norte é uma das mais antigas povoações do estado de Alagoas pois, em 1663, tinha informações de sua existência com a invasão dos batavos, na guerra holandesa, depois que atacaram a cidade de Alagoas, atual Marechal Deodoro. Somente em 1962 teve sua autonomia administrativa, se bem que em 1830 chegou a ser parte de município de Rio Largo. 
O seu primeiro nome foi Santa Luzia de Siracusa, já que teve um milagre atribuído a santa que teria recobrado a visão de um intermediário. Tempos depois seu nome passou a ser Santa Luzia do Norte, que é até hoje conservado. Segundo outras histórias, a cidade já foi também chamada de Outeiro de São Bento, pois existia um convento de São Bento nas proximidades.
Antônio Martins Ribeiro foi um de seus primeiros moradores, que recebeu de Miguel Gonçalves Vieira uma légua de terras, com a condição de levantar um engenho de açúcar e fazer vida, com isso se deu a chegada de inúmeros novos moradores e com a construção de suas casas deram um impulso extraordinário ao povoado que entrou em rápido desenvolvimento. Em pouco tempo Santa Luzia do Norte se tornou o mais importante povoado as margens do Norte e do rio Mundaú.
Santa Luzia do Norte deixou de ser um povoado e passou a ser uma vila pelo decreto 10 de dezembro de 1830, desmembrando-se assim de Alagoas - Atual Marechal Deodoro - e sua sede foi formada na povoação de Santa Luzia da Alagoa do Norte. Foi elevada a condição de cidade com o nome de Santa Luzia do Norte, pela lei estadual nº 696, de 13-07-1915. Sob a mesma lei transfere a sede do povoado de Santa Luzia do Norte para a povoação de Riacho Largo. Em divisão administrativa referente ao ano de 1993, o município é constituído de dois distritos: Santa Luzia do Norte e Rio Largo (sede). Assim permanecendo em divisões territoriais datadas de 31 de novembro de 1936 e 31 de novembro de 1937. 
Pelo decreto-lei estadual nº 2361, de 31 de março de 1938, baixado pelo governo estadual, o município de Santa Luzia do Norte perde a condição de município passando a ser distrito do então município de Rio Largo. Em divisão territorial datada de 1 de julho de 1960, Santa Luzia é distrito de Rio Largo. Assim permanecendo em divisão territorial datada de 1 de julho de 1960.   
Elevado à categoria de município e distrito com a denominação de Santa Luzia do Norte, pela lei estadual nº 2464, de 23-08-1962, desmembrado de Rio Largo e com sede no atual distrito de Santa Luzia do Norte ex-povoado.
Constituído do distrito sede. Instalado em 1512-1962.  Em divisão territorial datada de 31 de novembro de 1963, o município é constituído do distrito sede.  Assim permanecendo em divisão territorial datada de 2007. 

## Economia
O município conta com a a "Timac Agro", industria de adubos nitrogenados e o abatedouro de frangos "Frango Favorito".

## Cultura
Santa Luzia do Norte é muito conhecido pela festa da padroeira, Santa Luzia, recebendo romeiros de várias localidades do Brasil, e também com a tradicional Paixão de Cristo, que ocorre tradicionalmente na Semana Santa.

### Principais eventos
- Março / Abril - Semana Santa (Paixão de Cristo)
- 13 de abril - Fundação de Santa Luzia do Norte
- 23 de agosto - Emancipação Política
- De 1 a 13 de dezembro - Festa da Padroeira Santa Luzia de Siracusa

### Gentílico
Santaluziense é a forma que consta na Lei Orgânica do Município de Santa Luzia Do Norte como sendo o gentílico dos moradores e nascidos na região. 
"Nós, os representantes do povo Santaluziense, reunidos sob a Proteção de DEUS, em sessão organizante, e inspirados nos princípios democrático e de justiça social assegurados pelas Constituições Federal e Estadual, promulgamos a presente Lei Orgânica do Município de Santa Luzia do Norte."

## Filhos Ilustres
- Otaviano Romeiro Monteiro , mais conhecido como Fon-Fon, foi um compositor, maestro e instrumentista brasileiro.
- Aurélio Viana da Cunha Lima  foi um industriário, advogado, professor e político brasileiro que fez carreira em Alagoas e na Guanabara.

## Educação
O cidade de Santa Luzia Do Norte possui escolas públicas de ensino fundamental I e II, além de uma escola estadual para alunos que cursam o ensino médio.

## Geografia
Santa Luzia do Norte tem área de 28,451 quilômetros quadrados e está localizada na região metropolitana de Maceió com mesorregião do leste alagoano. Está situada próxima ao paralelo 09º 36' 10" sul e do meridiano 35º 49' 19" oeste. 
Santa Luzia do Norte é também  o menor município de Alagoas em área. Está localizada ao lado do rio Mundaú, o que foi importante para a economia, graças a pescadores e marisqueiras. 

### Problemas ambientais
Por possuir uma indústria(Timac Agro) no ramo químico, ela contribui para a poluição do ar na região.

### Clima
O clima é do tipo tropical chuvoso com verão seco. O período chuvoso começa no outono, tendo início em fevereiro e término em outubro. A precipitação média anual é de 1.634.2 mm.

### Geologia
O município de Santa Luzia do Norte encontra-se geologicamente inserido na Província Borborema, representada pelos litótipos da formação muribeca-membro carmópolis, grupo barreiras e depósitos flúvio-lagunares. A formação muribeca-membro carmópolis constitui-se de conglomerados originados de leques aluviais. O grupo barreiras está representado por arenitos e arenitos conglomeráticos, com intercalações de siltito e argilito. Os depósitos flúvio-lagunares englobam filitos arenosos e filitos carbonosos.

### Relevo
O relevo de Santa Luzia do Norte  faz parte da unidade dos tabuleiros costeiros. Esta unidade acompanha o litoral de todo o nordeste, apresentando altitude média de 50 a 100 metros. Compreende platôs de origem sedimentar, que apresentam grau de entalhamento variável, ora com vales estreitos e encostas abruptas, ora abertos com encostas suaves e fundos com amplas várzeas. De modo geral, os solos são profundos e de baixa fertilidade natural.

### Hidrografia
O município de Santa Luzia do Norte é banhado a nor-nordeste pelo riacho Mundaú, que alimenta a lagoa Mundaú, e a su-sudoeste por uma laguna alimentada pelo rio dos Remédios. O padrão de drenagem é do tipo dendrítico. Todo esse sistema flúvio-lagunar deságua no oceano Atlântico.

### Vegetação
A vegetação é predominantemente do tipo floresta subperenifólia, com partes de floresta subcaducifólia e cerrado/ floresta.

## Política
- Prefeito: Marcio Augusto Araújo Lima
- Partido: Partido Progressista (PP)
- Período: 2021 a 2024

## Saúde
De acordo com pesquisa realizada pelo IBGE em 2008, o município de Santa Luzia do Norte conta com cinco estabelecimento de saúde, dos quais todos os cinco são municipais. Segundo o senso do IBGE(2009), o município de Santa Luzia do Norte conta com quatro estabelecimentos de saúde que atendem pelo Sistema Único de Saúde (SUS).

## Economia

### Produção agrícola
De acordo com o IBGE, a atividade agrícola do município de Santa Luzia do Norte consiste no cultivo de banana, batata-doce, cana-de-açúcar, coco-da-baía, laranja, mandioca e manga.

### Produção pecuária
De acordo com o IBGE, a atividade pecuária do município de Santa Luzia do Norte é contabilizada de acordo com a quantidade de asininos, bovinos, caprinos, codornas, equinos, galinhas, galos, frangas, frangos, pintos, leite, muares, ovinos, ovos de codorna, ovos de galinha, suínos e vacas ordenhadas.

## Transporte

### Rodoviário
O município de Santa Luzia do Norte conta com uma frota de 285 automóveis,oito caminhões, 32 caminhonetes, 18 camionetas, três micro-ônibus, 97 motocicletas, uma motoneta e 56 ônibus.

### Transporte coletivo urbano
O município de Santa Luzia do Norte conta com uma frota de ônibus 3 (Pilar via Polo e Santa Luzia do Norte via litoral) e 15 (Coqueiro Seco via Santa Luzia do Norte). Todos os trajetos têm a capital como origem e destino. Em 17 de julho houve a troca da frota de ônibus da empresa Real Alagoas para a CM Transporte e Turismo.

## Religião
A cidade de Santa Luzia do Norte é muito conhecida pela secular festa da padroeira, Santa Luzia de Siracusa, recebendo romeiros de várias localidades do Brasil. 